# Platychora alni
Platychora alni är en svampart som först beskrevs av Peck, och fick sitt nu gällande namn av Franz Petrak 1934. Platychora alni ingår i släktet Platychora och familjen Venturiaceae.   Inga underarter finns listade i Catalogue of Life.